# ガボンの経済
ガボンの経済では、ガボン共和国の経済について述べる。

## 鉱業
ガボンは世界有数の石油埋蔵量を誇るギニア湾に面した産油国である。人口の少なさも相俟って国民所得はアフリカではかなり高い部類に属する。
石油の生産に関しては国家の関与が少なく比較的自由に海外の企業の進出が行えたことから、ギニア湾岸諸国の中では極めて早い時期から開発が進み、多数の国の企業が参入していることが特徴。
日本の三菱石油の子会社も1970年代から同国の石油開発事業に参入している。国際的な関係としては、1996年にOPECを脱退したことが特色。脱退理由は明らかにされていないが、原油の減産要求や拠出金の多さに不満を感じたものとされている。
他の天然資源としてウラニウム、マンガン、鉄など鉱物資源のほか、林業も有望視されるが振るわず、現状ではGDPの35%を占める石油に依存した経済となっている。

## 林業

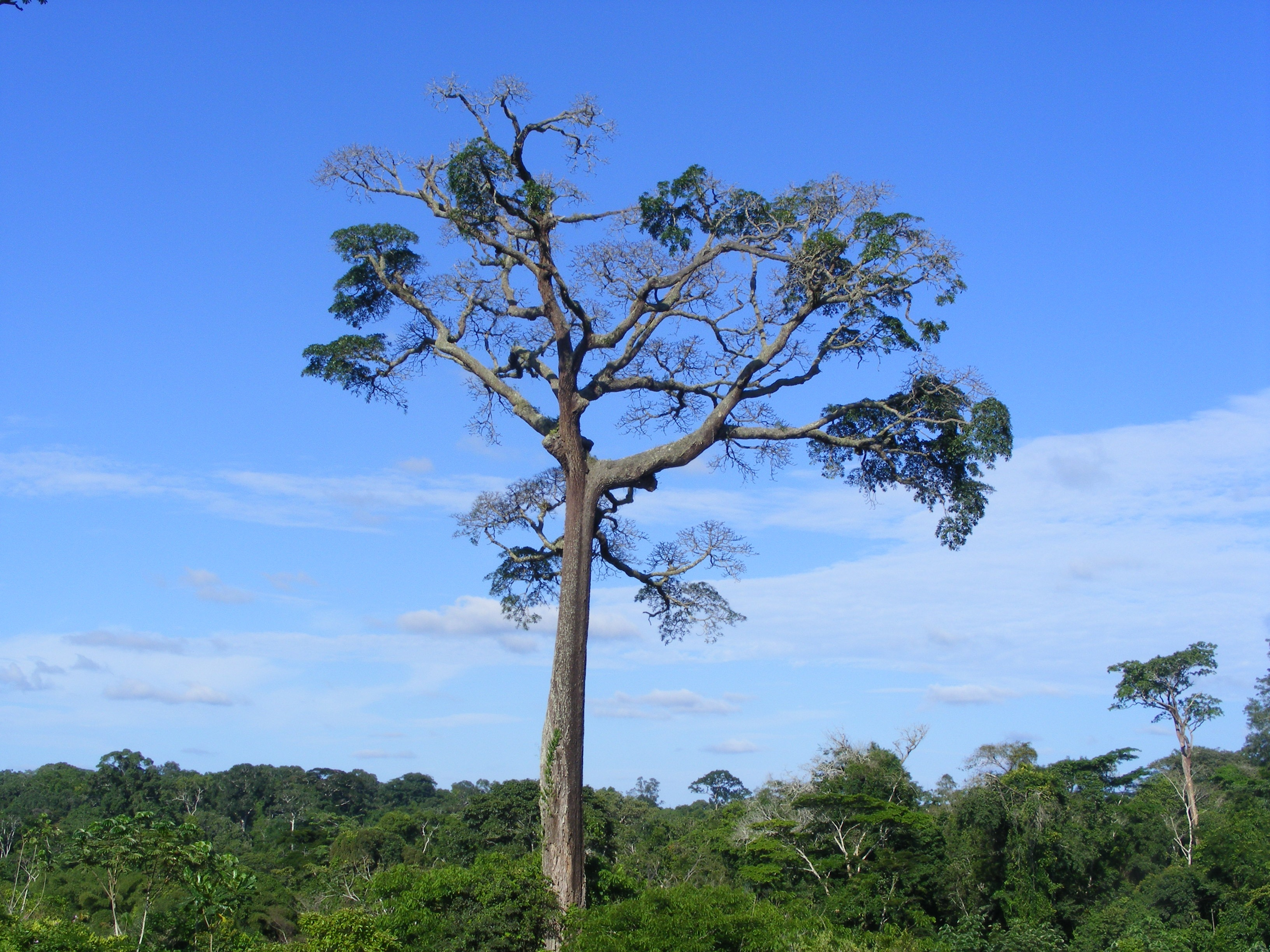
モアビ

ガボン産の木材で最も重要なものはカンラン科のオクメ（okoumé; 別名: ガブーン gaboon; 学名: Aucoumea klaineana）で、これにアカテツ科のモアビ（moabi; 学名: Baillonella toxisperma）が続く。オクメは強度が低く通常は建築用単板にされ、合板、ブロックボード、ラミンボードの材料となり、ドア、キャビネット、住宅用羽目板の表面材として用いられる。一方モアビは強度も硬さもあり、色あいが赤褐色であることからマホガニーのような雰囲気のある工芸品を作るために用いられ、家具、キャビネット、木彫り細工、ろくろ細工、フローリング、屋外構築物、建築資材の材料とされる。

## 農業
農業については、基礎食料の生産構造がきわめて貧弱であり輸入に頼る現状にある。
政府は、商品作物であるゴムやパーム油の生産を奨励するものの輸出産業にまで至る成長はみられていない。

## 輸出入
ガボンの主な輸出品は、原油や木材、マンガン鉱等であり、輸出における貿易相手国は 米国・中国・フランス・日本・台湾・タイ（2003年）。
一方で主な輸入品は、機械・機器、食料品・農産物、自動車等であり、輸入における貿易相手国は フランス・米国・英国・オランダ・中国・カメルーンならび
輸出先のフランスと米国である（2003年）。
日本への主な輸出品は、原油・木材・マンガン鉱・魚類であり、日本からの輸入品は貨物用ならび乗用自動車、ブルドーザーやトラクターなどの耕運・重機類である。

## 中国の台頭
近年では、中国との関係を強化していて、木材の約8割が中国に輸出されている。